# Гиратор (СВЧ устройство)
Гиратор — направленный фазовращатель, СВЧ устройство, в котором изменения фаз электромагнитных волн, распространяющихся в противоположных направлениях, отличаются на 180°.
Принцип действия гиратора основан на необратимых свойствах намагниченного феррита, вызывающих поворот плоскости поляризации, фазовый сдвиг и т. д.
Простейший гиратор представляет собой отрезок круглого радиоволновода, в который помещён намагниченный ферритовый стержень определённых размеров.

## Использование
Гираторы применяют в качестве отдельных элементов в СВЧ устройствах: вентилях, модуляторах, циркуляторах, переключателях.